# Ordejón de Arriba
Ordejón de Arriba, o de San Juan, es una localidad situada en la provincia de Burgos, comunidad autónoma de Castilla y León (España), comarca de Páramos, ayuntamiento de Humada, Entidad Local Menor Los Ordejones, CP-09124.

## Datos generales

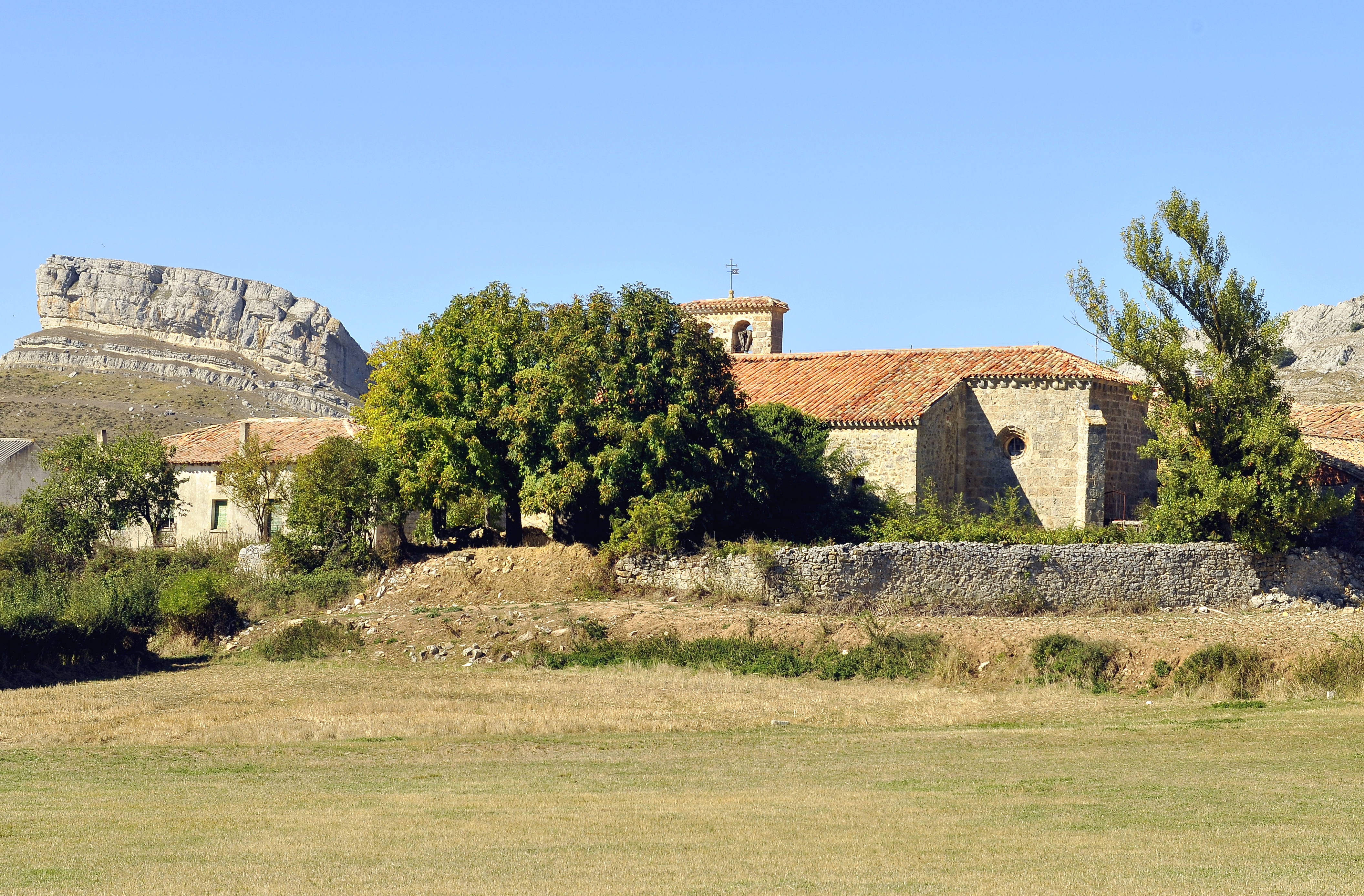
Vista de la localidad

En 2024, contaba con 9 habitantes, junto a la localidad de Ordejón de Abajo o Santa María, junto a la carretera BU-621 que comunica Villadiego, al sur con Humada, al norte, capital del municipio de a 6,5 km. Al sur de Peña Ulaña.
42°37′52″ N 4°3′2″ O
El nombre deriva de urce, una planta similar al brezo, que debió abundar en la zona.

## Situación administrativa
Perteneciente a la Entidad Local Menor denominada Los Ordejones, cuyo alcalde pedáneo es Ricardo de la hera Martínez 
Partido Popular.

## Historia
Barrio que formaba parte del lugar conocido como Los Ordejones. En su término esta constatada la presencia de hasta dos castros prerromanos (ordejón I y II) atribuidos a los Cántabros
Este constituyó parte de la Cuadrilla de Sandoval en el Partido de Villadiego, uno de los catorce que formaban la Intendencia de Burgos, durante el periodo comprendido entre 1785 y 1833, en el Censo de Floridablanca de 1787 , jurisdicción de señorío siendo su titular el duque de Frías, alcalde pedáneo.
Antiguo municipio de Castilla la Vieja en el partido de Villadiego código INE- 09175.
En el censo de la matrícula catastral contaba con 37 hogares y 118 habitantes.
Entre el censo de 1857 y el anterior, crece el término del municipio porque incorpora a 095034 Congosto, 095046 Fuencalenteja, 095049 Fuenteodra y 095132 San Martín de Humada.
En el censo de 1877 pasa a denominarse Humada.

## Parroquia
Iglesia de San Juan, dependiente de la parroquia de Los Barrios de Villadiego, en el arciprestazgo de Amaya .